# Hartland (Nuevo Brunswick)
Hartland es un pueblo canadiense situado en la provincia de Nuevo Brunswick.

## Superficie
Hartland tiene una superficie de 9,5 km².

## Demografía
En 2021, tenía 933 habitantes, una densidad poblacional de 98,2 hab./km², y 390 viviendas.